# بوريرام
بوريرام (بالتايلندية:บุรีรัมย์) هي مدينة في تايلاند وهي عاصمة محافظة بوريرام، تبعد حوالي 410 كم شمال شرق عاصمة البلاد بانكوك. اعتبارا من 2005 يقطن بالمدينة 28,333 شخص.

## المناخ
يظهر الجدول التالي التغييرات المناخية على مدار السنة لبوريرام:
| البيانات المناخية لـبوريرام               | البيانات المناخية لـبوريرام | البيانات المناخية لـبوريرام | البيانات المناخية لـبوريرام | البيانات المناخية لـبوريرام | البيانات المناخية لـبوريرام | البيانات المناخية لـبوريرام | البيانات المناخية لـبوريرام | البيانات المناخية لـبوريرام | البيانات المناخية لـبوريرام | البيانات المناخية لـبوريرام | البيانات المناخية لـبوريرام | البيانات المناخية لـبوريرام | البيانات المناخية لـبوريرام |
| الشهر                                     | يناير                       | فبراير                      | مارس                        | أبريل                       | مايو                        | يونيو                       | يوليو                       | أغسطس                       | سبتمبر                      | أكتوبر                      | نوفمبر                      | ديسمبر                      | المعدل السنوي               |
| ----------------------------------------- | --------------------------- | --------------------------- | --------------------------- | --------------------------- | --------------------------- | --------------------------- | --------------------------- | --------------------------- | --------------------------- | --------------------------- | --------------------------- | --------------------------- | --------------------------- |
| متوسط درجة الحرارة الكبرى °م (°ف)         | 31.7 (89.1)                 | 34.0 (93.2)                 | 36.0 (96.8)                 | 36.5 (97.7)                 | 33.9 (93.0)                 | 34.4 (93.9)                 | 33.6 (92.5)                 | 33.1 (91.6)                 | 32.6 (90.7)                 | 31.3 (88.3)                 | 30.5 (86.9)                 | 29.8 (85.6)                 | 33.1 (91.6)                 |
| متوسط درجة الحرارة الصغرى °م (°ف)         | 17.7 (63.9)                 | 20.1 (68.2)                 | 22.7 (72.9)                 | 24.5 (76.1)                 | 24.5 (76.1)                 | 24.8 (76.6)                 | 24.4 (75.9)                 | 24.2 (75.6)                 | 24.2 (75.6)                 | 23.3 (73.9)                 | 20.9 (69.6)                 | 18.3 (64.9)                 | 22.5 (72.5)                 |
| الهطول مم (إنش)                           | 0.1 (0.00)                  | 7.1 (0.28)                  | 42.0 (1.65)                 | 113.8 (4.48)                | 241.9 (9.52)                | 100.8 (3.97)                | 176.1 (6.93)                | 109.9 (4.33)                | 288.9 (11.37)               | 177.5 (6.99)                | 94.3 (3.71)                 | 6.0 (0.24)                  | 1٬358٫4 (53.47)             |
| المصدر: Buriram Meteorological Department |                             |                             |                             |                             |                             |                             |                             |                             |                             |                             |                             |                             |                             |

## أعلام
- ساسالاك هايبراخون
- سوريي دومتايسونغ